# Tirsa fiona
Tirsa fiona là một loài bướm đêm trong họ Crambidae.